# 都土地廟
都土地庙是北京宣武门外下斜街（今长椿街）上的一座道教宫观。现已无存。

## 历史
都土地庙始建于金朝。元朝称老君堂。明朝万历四十三年（1615年），庙内立《明神宗老君堂都土地庙御制碑》。
从元朝开始，丰台的花农来此处卖花，此处遂成为花市。
都土地庙庙会是老北京著名庙会之一，一直举办到1950年代末。1995年，都土地庙被拆除，建立了北京宣武医院的建筑。

## 建筑
因为此庙是京师的都土地庙，所以规模较大，共有3层殿，共12间殿宇，占地3亩多。庙内祀太上老君、玉皇、关帝、岳武穆、神童、土地爷、观音菩萨等。

## 庙会
都土地庙庙会为北京四大庙会之一，在每月初三、十三、二十三举办。庙会上出售花鸟鱼虫及猫、狗、兔等，此外还出售木器、藤器、柳筐、荆筐等用品。